# 脱怜
脱怜（?—?），弘吉剌氏，元朝官员。按陈（成吉思汗内弟、忽必烈岳父）的裔孙。
忽必烈授予他为本藩千户，赐驿券、圆符各四，命他率人守卫怯鲁连河。至元二十四年（1287年），跟随族父按答儿秃征伐乃颜有功，赐号拔都儿。去世后，其子迸不剌嗣位。迸不剌死后，子买住罕嗣位。买住罕娶拜答沙公主。买住罕死后，其弟孛罗帖木儿嗣位，泰定二年（1325年），封郡王。至元五年（1339年），进封毓德王，赐金印。孛罗帖木儿死后，买住罕孙阿失袭千户。

## 子孙
- 女儿：帖古伦，忽必烈第一斡耳朵皇后
- 儿子：迸不剌
  - 孙女：真哥皇后，元武宗海山的皇后
  - 孙子：买住罕，娶拜答沙公主
    - 曾孙女：必罕皇后，泰定帝也孫鐵木兒皇后
    - 曾孙女：速哥答里皇后，泰定帝也孫鐵木兒皇后
    - 曾孙：（不详）
      - 玄孙：阿失

  - 孙子：孛罗帖木儿
    - 曾孙女：伯颜忽都皇后，元順帝皇后